# Радченко, Александр Маркович
Александр Маркович Радченко (укр. Олекса́ндр Ма́ркович Ра́дченко ; 20 августа 1894, Лохвица, Полтавская губерния — 20 января 1975, Львов) — украинский советский композитор, дирижёр и музыкальный педагог, заслуженный артист Украинской ССР (с 1947).

## Биография
В 1911 году окончил в Одесскую музыкальную школу по классу скрипки. В 1911—1914 годах продолжил обучение в Одесском музыкальном училище и в Одесской консерватории по классу духовых инструментов, дирижирования и музыкальной теории.
В 1913—1918 годах служил военным капельмейстером. Участник Гражданской войны. В 1919—1923 годах — капельмейстер в РККА.
В 1923—1930 годах — руководитель коллективов музыкальной самодеятельности в Одессе. В 1930—1954 годах — заведующий музыкальной частью Театра им. М. Заньковецкой (Запорожье, Тобольск, Львов).
Работал также в музыкальных школах и училищах Запорожья и Днепропетровска, был художественным руководителем Запорожской областной филармонии, заведующим музыкальным сектором областного отдела искусств и художественным руководителем музыкального вещания Львовского радио.

## Избранные музыкальные сочинения
- для симфонического оркестра — «Трагическая поэма», «Абхазская легенда», «Увертюра-фантазия на украинские народные темы», «Торжественный марш», «Танец чертей», увертюры к трагедиям В. Шекспира «Отелло» и «Король Лир», ноктюрн «Полночь»;
- для духового оpкестра — увертюры: «Жизнь», «1918 год на Украине», танцы, марши;
- для хора и оpкестра — думы, хороводы, около 200 песен;
- для голоса и оpкестра — песни, дуэты;
- музыка к драматическим спектаклям («Гайдамаки» по пьесе Т. Шевченко, «Невольник» M. Кропивницкого, «Маруся Богуславка» М. Старицкого, «На Івана Купала» М. Стельмаха, «Уриель Акоста» К. Гуцкова и др.) ;
- обработка народных песен.